# NGC 686
NGC 686 é uma galáxia elíptica (E-S0) localizada na direcção da constelação de Fornax. Possui uma declinação de -23° 47' 53" e uma ascensão recta de 1 horas, 48 minutos e 56,0 segundos.
A galáxia NGC 686 foi descoberta em 26 de Outubro de 1785 por William Herschel.